# Robert de Gloucester
Robert de Gloucester (vers 1090 – 31 octobre 1147, Bristol), 1er comte de Gloucester, fut pendant la guerre civile pour la couronne d'Angleterre le commandant en chef du parti de sa demi-sœur Mathilde l'Emperesse et donc, l'opposant au roi en place, Étienne d'Angleterre.

## Biographie

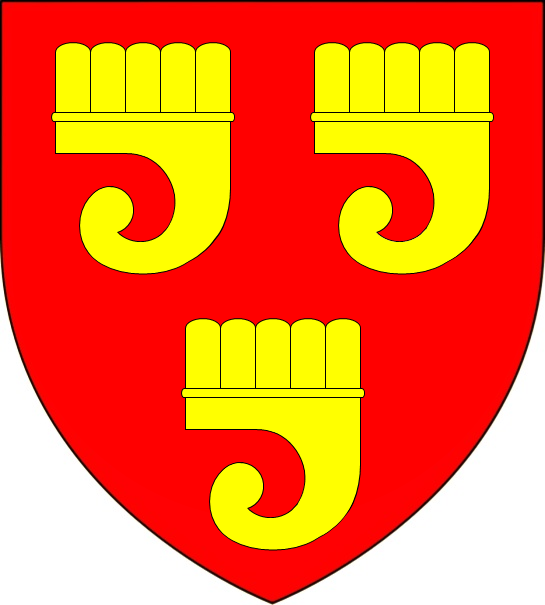
Armes imagiaires de Robert FitzRoy, 1er comte de Gloucester : de gueules aux trois clairons d'or (successivement ensuite armes des de Clare, comtes de Gloucester et des Granville, comtes de Bath)

### Début de carrière
Il est probablement l'aîné des enfants illégitimes d'Henri Ier d'Angleterre. Il est généralement dit qu'il était le fils de Sybille Corbert, mais sa mère n'est pas connue avec certitude. Les recherches de David Crouch suggèrent que sa mère était une fille de la famille Gay, de la petite noblesse du Oxfordshire dans la région de Woodstock, qui était le lieu de villégiature préféré d'Henri Ier.
À l'image de son père, Robert reçoit certainement une éducation importante, car il a la réputation d'un homme éduqué, écrivant le latin, et ayant un intérêt certain pour l'histoire et la philosophie. Il est donc vraisemblablement élevé dans un établissement religieux. Il devient rapidement un adepte de la politique de faction pratiquée à la cour de son père. Il est aussi mécène, soutenant notamment Guillaume de Malmesbury et Geoffroy de Monmouth qui lui dédient plusieurs de leurs œuvres.
En 1119, il combat à la bataille de Brémule contre le roi de France Louis VI le Gros. Il est déjà l'un des capitaines les plus capables du roi, et ce dernier se fie à son jugement en matière militaire.
Lors du naufrage de la Blanche-Nef en novembre 1120, Henri Ier perd son unique fils légitime et héritier désigné, Guillaume Adelin. La bâtardise de Robert l'exclut d'une position éventuelle de successeur. François Neveux résume ainsi la situation : « Après trois quarts de siècle de réforme religieuse, il n'était plus question pour un fils illégitime d'accéder au trône, comme cela avait été le cas pour le duc de Normandie, Guillaume, en 1035 ». Les barons du royaume, dont les titres et droits fonciers reposent sur la légitimité de la naissance, étaient eux aussi peu enclins à accepter un héritier illégitime. Robert devient alors une pièce importante dans la nouvelle stratégique politique de son père. Henri Ier se remarie immédiatement.

### L'ascension de Robert
Son père lui fait épouser Mabel, la fille et héritière de Robert FitzHamon († 1107), lord de Gloucester (en Angleterre), Glamorgan (Pays de Galles), seigneur d'Évrecy et de Sainte-Scolasse-sur-Sarthe (Normandie), et de Sybille de Montgommery. Il est donc mis à la tête de domaines considérables en Normandie et en Grande-Bretagne. La date de leur mariage est très certainement 1121. Henri Ier crée pour lui le titre de comte de Gloucester probablement à la fin de l'année 1121.
Robert doit donc son élévation aux faveurs de son père et à un mariage stratégique. En cela, l'origine de son ascension ne diffère pas de celle d'Étienne de Blois et de Brian Fitz Count, autres grands barons anglo-normand. Le noyau central de ses terres dans le Gloucestershire a été formé par son beau-père, un membre de la maison militaire royale. L'historien C. W. Hollister qualifie Robert de « supermagnat », autrement dit de très puissant baron. Forte de 300 fiefs, sa fortune le place au premier rang parmi les barons anglo-normands, à un niveau proche d'Étienne de Blois, le neveu du roi Henri.

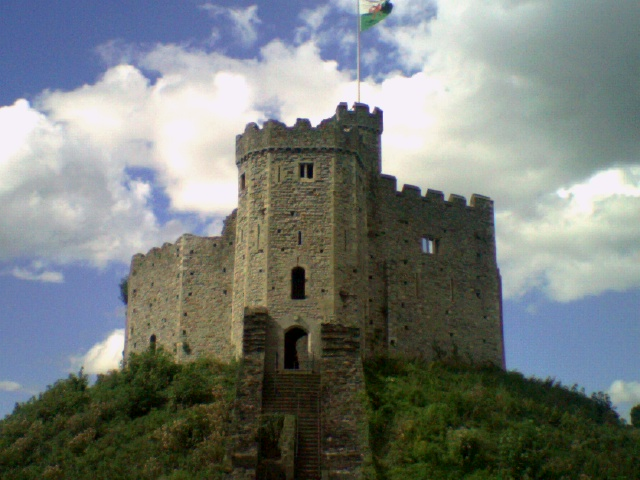
Le château de Cardiff rebâti par Robert de Gloucester

Il conduit une armée dans le Cotentin en septembre 1123, pour mater la rébellion menée par Amaury III de Montfort, comte d'Évreux et Galéran IV, comte de Meulan. Une fois la rébellion matée, il retourne à la gestion de ses affaires, et mène notamment une campagne dans l'ouest de sa seigneurie galloise de Glamorgan. Il y accroît ainsi considérablement ses territoires, et forme la seigneurie de Neath où il construit un château. Le roi lui montre la grande confiance qu'il lui fait en le chargeant de garder prisonnier son oncle Robert Courteheuse († 1134), l'ex-duc de Normandie, à partir de 1126.

### Le problème de la succession d'Henri
En 1127, conscient qu'il ne pourra pas avoir d'enfants avec sa deuxième épouse, le roi d'Angleterre réunit les grands du royaume à Londres et leur fait jurer de reconnaître sa fille aînée Mathilde comme son successeur et de lui être fidèle après sa mort. Étienne de Blois et Robert se disputent pour savoir qui doit lui faire hommage en premier. Il doit laisser l'honneur à son cousin, car il est seulement second dans l'ordre de préséance. Cette querelle est peut-être un indice de la rivalité entre les deux hommes.
En 1127, il est consulté, avec Brian FitzCount et l'évêque Jean de Lisieux, par le roi sur la possibilité d'une alliance politique avec l'Anjou. En 1128-1129, accompagné de FitzCount, il audite les comptes du trésor royal de Winchester (l'échiquier anglais). Cet audit semble être l'indication d'une pression fiscale accrue du roi à la recherche d'argent pour la dot de sa fille[réf. incomplète].
Au début des années 1130, sur ordre du roi, il combat les Angevins de Geoffroy Plantagenêt, qui, en tant qu'époux de Mathilde, réclame une part du duché de Normandie. En 1134, grâce à son influence il obtient le siège de l'évêché de Bayeux pour son propre fils illégitime, Richard.
À la mort du roi le 1er décembre 1135, Robert se trouve à son chevet à Lyons-la-Forêt en Normandie. Il escorte ensuite son corps à Caen. Alors qu'il se trouve à Lisieux, il apprend que son cousin Étienne de Blois s'est fait couronner le 22 décembre à Winchester. À ce moment-là, Robert s'est rallié à la majorité des barons normands qui voulaient offrir le duché au comte Thibaut IV de Blois, le frère aîné d'Étienne. La Gesta Stephani, une chronique contemporaine du règne d'Étienne, affirme que Robert aurait revendiqué le trône pour lui-même. Toutefois, cela semble peu probable du fait de son illégitimité.

### Lutte pour la couronne d'Angleterre (1135-1147)

#### Un ralliement tardif et limité à Étienne d'Angleterre
L'historiographie anglo-normande dépeint Robert comme un noble et preux chevalier défenseur des droits héréditaires de sa demi-sœur, mais cette image favorable est due aux écrits de Guillaume de Malmesbury, son protégé. Pourtant, les actions de Robert entre 1135 et 1139 suggèrent plutôt qu'il sert ses propres intérêts et qu'il n'est pas un supporteur de la revendication de sa demi-sœur au trône,. Il semble plutôt qu'il n'a pas vraiment le choix de faire autrement que d'accepter la situation telle qu'elle est.
En avril 1136, après avoir traversé la Manche, Robert se rend à la cour réunie à Oxford et prête hommage au nouveau roi d'Angleterre, Étienne de Blois mais c'est un hommage conditionnel. Le fils du défunt Henri Ier le reconnaît roi aussi longtemps qu'Étienne promet de défendre les intérêts de Robert et de ne pas remettre en cause son rang,. L'adhésion, même réservée, de Robert est pour le souverain une excellente nouvelle d'après la Gesta Stephani, car il était anxieux de sa réaction. Comte de Gloucester, maître de Cardiff et du sud du Pays de Galles, le fils d'Henri Ier est de plus un des principaux barons de Basse-Normandie grâce à la possession des seigneuries de Creully, Thaon, Évrecy, Torigni-sur-Vire et grâce à ses fonctions de gouverneur des châteaux de Caen et de Bayeux. En outre, l'un des fils naturels de Robert, Richard, est à la tête de l'important évêché de Bayeux.
En avril 1136, une révolte galloise menace ses terres en Galles du sud après la mort dans une embuscade de Richard de Clare. Robert n'achète la paix qu'en 1137 au prix de grandes concessions de territoires. Il assiste Étienne au siège d'Exeter contre Baudouin de Reviers à l'été 1136 et en mars de l'année suivante, puis l'accompagne en Normandie où Mathilde trouve de plus en plus de soutien à sa cause.
Vers Pâques 1137, il prend de plus en plus de distance avec le roi, en particulier à cause de la peur d'être assassiné par les mercenaires royaux de Guillaume d'Ypres. De plus, du fait des faveurs accordées aux jumeaux Beaumont, Galéran et Robert, il se retrouve rapidement en marge du nouveau règne. En décembre, il ne rentre pas avec le roi en Angleterre. Pour Orderic Vital, contemporain des événements, la rumeur circule alors qu'il envisage de soutenir la cause de l'Emperesse.

#### À la tête du parti de Mathilde

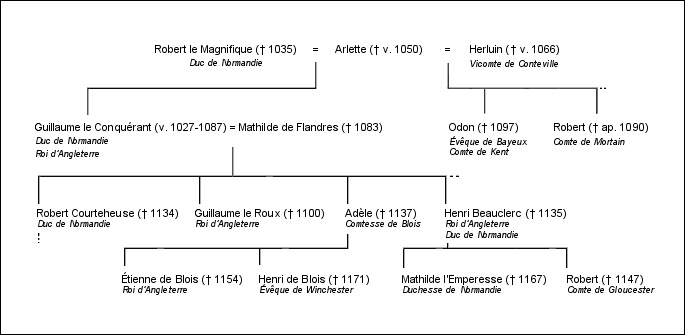
Liens de parenté entre les protagonistes de la guerre civile

C'est peu après la Pentecôte 1138 (22 mai) qu'il rompt définitivement son hommage à Étienne, et qu'il prend le parti de sa demi-sœur. À peu près au même moment, ses alliés et vassaux de l'ouest de l'Angleterre se révoltent. En Normandie, il unit ses forces à celles de son beau-frère Geoffroy V d'Anjou, mais leur campagne est un échec complet, et leurs troupes sont balayées par celles du comte Galéran IV de Meulan, le chef de l'armée royale en Normandie. Ses terres sont dévastées. En Angleterre aussi, ses alliés sont battus, ses châteaux dans le Kent sont capturés. Étienne vient assiéger Bristol, mais le château est trop bien fortifié, et il préfère renoncer.
En septembre 1139, il décide de venir défier le roi directement dans son royaume. Il débarque à Arundel, le 30 septembre 1139, avec Mathilde et une petite escorte. Il se dirige ensuite vers sa place forte de Bristol, laissant l'Emperesse derrière lui à Arundel. Elle le rejoint plus tard après qu'Étienne l'y a autorisée. Robert devient alors le commandant militaire du parti de Mathilde. Son entremise assure l'adhésion à la cause de l'Emperesse de plusieurs aristocrates (notamment le shérif de Gloucester, Miles). Le sud-ouest de l'Angleterre (Somerset, Gloucestershire, l'équivalent moderne du Monmouthshire, Herefordshire et occasionnellement le Worcestershire) s'affirme comme la base territoriale des enfants d'Henri Ier.
En novembre 1139, il met à sac la ville de Worcester, qui est une possession de son ennemi Galéran IV de Meulan. Il arrange un mariage avec une riche héritière des Cornouailles pour son demi-frère Réginald de Dunstanville, ce qui lui permet d'étendre l'influence de son parti sur ce comté. Il se rend à Bath fin mai 1140 pour une négociation avec le parti adverse, mais chacun reste sur ses positions. Au mois d'août suivant, il revient dans la ville, mais cette fois pour essayer de s'en emparer. Sa tentative échoue.
L'année 1141 voit la plus importante victoire puis la plus importante défaite du parti de l'Emperesse. Robert vient en aide à son beau-fils Ranulph de Gernon, le 4e comte de Chester, alors que son château de Lincoln est assiégé par l'armée du roi. Le 2 février, la bataille de Lincoln se termine sur la capture d'Étienne. Le prisonnier est emmené à Bristol, le siège de commandement principal de Robert. Il accompagne sa demi-sœur à Londres pour qu'elle s'y fasse couronner reine, mais elle est chassée de Westminster. À son tour, Robert est fait prisonnier à Stockbridge à la suite de la bataille de Winchester le 14 septembre, en couvrant la fuite de Mathilde. Il est gardé prisonnier à Rochester. Après un accord complexe contenant la livraison d'otages, Étienne et Robert sont libérés respectivement le 1er et le 3 novembre 1141. Robert relâché à Winchester rejoint l'Emperesse à Oxford où elle s'est installée.
Libre, Robert est envoyé en juin 1142 sur le continent pour appuyer le mari de Mathilde, Geoffroi Plantagenêt qui s'emploie à conquérir le duché de Normandie. Il y reste le temps nécessaire pour que la Basse-Normandie tombe sous la coupe angevine. Le comte d'Anjou refuse une nouvelle fois de venir en Angleterre, mais autorise Robert à y emmener son neveu, Henri. À son retour sur le sol anglais fin novembre 1142, l'Emperesse est assiégée à Oxford. Il ne peut rien faire pour l'aider, et elle est obligée de s'enfuir par ses propres moyens.
La même année, l'évêque de Bayeux et fils de Robert meurt et Étienne en profite pour nommer à sa place son fidèle chancelier Philippe d'Harcourt. Gloucester réagit en interdisant l'accès du nouvel évêque à son diocèse tandis que ses fidèles s'emparent des biens de l'évêché.
Alors qu'en Normandie, Geoffroy Plantagenêt est sur la voie de l'emporter, la situation en Angleterre reste indécise. Les combats continuent. Robert affronte Étienne et son frère Henri à la bataille de Wilton en 1143,. Il les force à la retraite, et Guillaume Martel, sénéchal d'Étienne, est capturé en couvrant la fuite du roi. Ce dernier est obligé de rendre le château de Sherborne pour le libérer. Les chroniqueurs contemporains l'accusent lors de cet affrontement d'avoir mis à sac la ville et l'abbaye de Wilton. C'est une forte avancée pour la cause de Mathilde. Par contre, pour une raison obscure, Philippe, le quatrième fils de Robert, se déclare pour Étienne en 1144, et rejoint son parti. Le père et le fils se trouvent donc dans des camps opposés.
La guerre s'enlise, et il semble évident qu'une victoire rapide est à exclure. Au début de l'année 1147, le fils de Mathilde, le bouillant Henri, âgé maintenant de 13 ans, organise une expédition pour prendre la couronne. L'adolescent rassemble une troupe de mercenaires et de chevaliers renégats puis débarque en Angleterre. Robert l'accueille à Bristol et considérant les moyens dérisoires d'Henri, le fait renoncer à son projet. Le fils de Mathilde retourne en Normandie,.
Robert est pris d'une fièvre et meurt le 31 octobre 1147 à Bristol. Il est inhumé au prieuré bénédictin Saint-James de Bristol. Avec sa mort, la cause de Mathilde subit un coup terrible, et celle-ci se retire d'Angleterre quelques mois plus tard. Henri reprendra le flambeau de sa mère, mais pour son propre compte cette fois-ci, en 1149.

### Portrait et réputation
Les chroniqueurs contemporains définissent Robert comme un homme aux multiples qualités. Il fut un chef militaire réputé, et l'un des plus grands aristocrates de son temps, ce qui explique sûrement pourquoi Mathilde le choisit pour diriger ses forces en Angleterre. Durant la guerre, il se comporta avec tempérance (on ne connaît pas d'actes cruels de sa part) et courage (il est fait prisonnier après la bataille de Winchester en couvrant la fuite de Mathilde l'Emperesse). Malgré l'abandon du camp d'Étienne en 1138, Robert est vu comme un homme fidèle et intègre.
Outre son rôle politique, le fils illégitime d'Henri est reconnu comme un personnage pieux, bien qu'il ne fût pas un grand bienfaiteur de l'église. Le prieuré bénédictin Saint-James de Bristol (dépendant de l'abbaye de Tewkesbury) où il se fait inhumer selon sa volonté et l'abbaye cistercienne de Margam au Pays de Galles ont été fondés par sa femme et lui. Sa culture ne fait aucun doute, et il semble avoir eu un attrait pour la Rome antique, préférant se présenter comme consul plutôt que comte dans ses chartes. Il était le point de focalisation d'un groupe d'écrivains qui comprenait entre autres l'historien Guillaume de Malmesbury et le romancier historique Geoffroy de Monmouth. Ils partageaient un intérêt commun pour l'histoire de leur pays et la légende arthurienne. La version révisée de la Gesta Regum de Guillaume de Malmesbury lui est dédiée, et son Historia Novella contient un portrait élogieux du comte.
Pour C. Tyerman, il avait toutes les qualités pour succéder à son père Henri Ier sur le trône d'Angleterre, sauf une, la légitimité. Alors que son grand-père Guillaume le Bâtard (plus tard le Conquérant) réussit à prendre le contrôle du duché de Normandie cent ans plus tôt, Robert dut se contenter d'un rôle politique secondaire.
Pour D. Crouch, bien qu'étant doué pour la politique de cour et étant un leader charismatique, il n'en reste pas moins qu'à la tête du parti angevin, son commandement fut sans imagination. Il n'eut pas d'autre objectif que de prendre le contrôle de l'ouest du royaume où étaient réunis les partisans de l'Emperesse. L'importante victoire de Lincoln ne fut pas planifiée, mais fut un coup de chance. Dans l'après bataille, il fut incapable de concrétiser son avantage.

## Famille et descendance
De son mariage en 1121 ou 1122 avec Mabel de Gloucester (1090-1156), fille de Robert FitzHamon, lord de Gloucester, et Sibyl de Montgommery, naquirent :
- Guillaume (v. 1122[2]-1183), 2e comte de Gloucester et lord de Glamorgan ;
- Philippe (mort vers 1147), supporte (à partir de 1144) Étienne d'Angleterre contre son père ;
- Richard (mort 1175), succède à son père en Normandie. Seigneur de Creully ;
- Roger (mort 1179, Tours), évêque de Worcester à partir de 1163 ;
- Hamon (mort 1159), tué au siège de Toulouse en 1159 ;
- Robert FitzRobert, châtelain de Gloucester, épousa Hawise, fille de Baudouin de Reviers, comte de Devon ;
- Maud (ou Mathilde) (mort 1189), épouse Ranulph de Gernon, 4e comte de Chester.

Enfant illégitime :
- Richard (mort en 1142), évêque de Bayeux en 1135. Fils aîné du comte ;

et peut-être :
- Mabel, fille illégitime, épouse Gruffudd ab Ifor, lord de Senghenydd (en Galles du Sud).

## Personnage de roman
- 1994 : Ellis Peters, Frère Cadfael fait pénitence, Paris, Union générale d'Editions, collection 10/18, 1998.

### Sources
- (en) Chris Given-Wilson et Alice Curteis, The Royal Bastards of Medieval England, Routledge, 1984, p. 74-93.
- « Robert, Earl of Gloucester », Christopher Tyerman, Who's Who in Early Medieval England, 1066-1272, Shepheard-Walwyn, 1996 (ISBN 0856831328), p. 103-105.
- (en) David Crouch, « Robert, first earl of Gloucester (b. before 1100, d. 1147) », dans Oxford Dictionary of National Biography, Oxford University Press, 2004 (lire en ligne ).
- (en) « Généalogie des comtes de Gloucester », sur Medieval Lands.